# Oulad Sghir
Oulad Sghir  (in arabo اولاد الصغير‎?) è un centro abitato e comune rurale del Marocco situato nella provincia di Settat, regione di Casablanca-Settat. Conta una popolazione di 13 866 abitanti (censimento 2014).